# سيد سلاتر
سيد سلاتر (بالإنجليزية: Syd Slater)‏ هو لاعب كرة قدم أسترالية أسترالي، ولد في 16 ديسمبر 1914، وتوفي في 8 مارس 1994.

## وصلات خارجية
- سيد سلاتر على موقع AustralianFootball.com (الإنجليزية)
- سيد سلاتر على موقع AFLtables.com (الإنجليزية)